# 摩泽尔河畔帕尼
摩澤爾河畔帕尼（法語：Pagny-sur-Moselle，法語發音：[paɲi syʁ mɔzɛl]）是法国默尔特-摩泽尔省的一个市镇，位于该省中部，属于南锡区。

## 地理
摩泽尔河畔帕尼（48°59'0"N, 6°1'17"E）面积11.2 平方千米，位于法国大東部大區默尔特-摩泽尔省，该省份为法国东北部内陆省份，是洛林的一部分，北邻比利时、卢森堡，北起顺时针与摩泽尔省、下莱茵省、孚日省和默兹省接壤。
与摩泽尔河畔帕尼接壤的市镇（或旧市镇、城区）包括：阿里、阿尔纳维尔、马德河畔巴永维尔、翁维尔、普雷尼、旺迪耶尔、维通维尔。

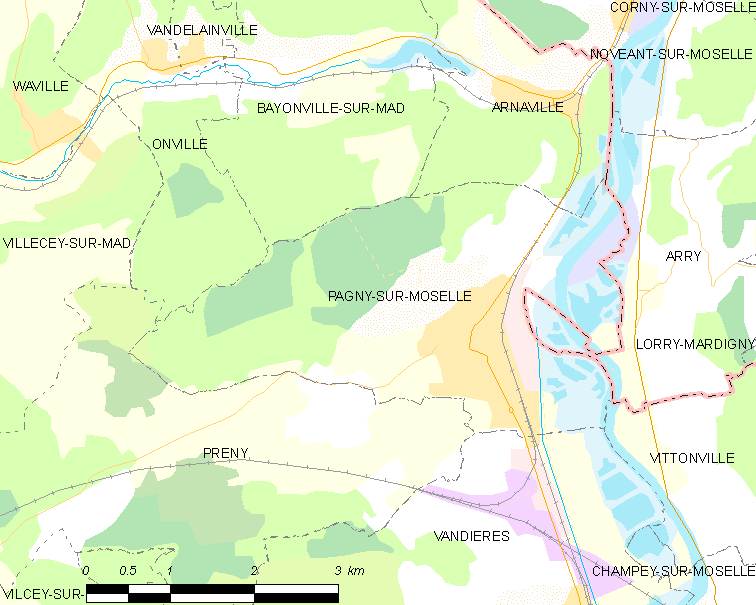
摩泽尔河畔帕尼的OSM定位图

摩泽尔河畔帕尼的时区为UTC+01:00、UTC+02:00（夏令时）。

## 行政
摩泽尔河畔帕尼的邮政编码为54530，INSEE市镇编码为54415。

## 政治
摩泽尔河畔帕尼所属的省级选区为蓬塔穆松县。

## 人口

1962-2008年间摩泽尔河畔帕尼人口变化图示

摩泽尔河畔帕尼于2022年1月1日时的人口数量为3953人。